# Uzbekistans damlandslag i fotboll
Uzbekistans damlandslag i fotboll representerar Uzbekistan i fotboll på damsidan. Dess förbund är Uzbekistan Football Federation (Uzbekistans fotbollsförbund).